# Georges Vantongerloo

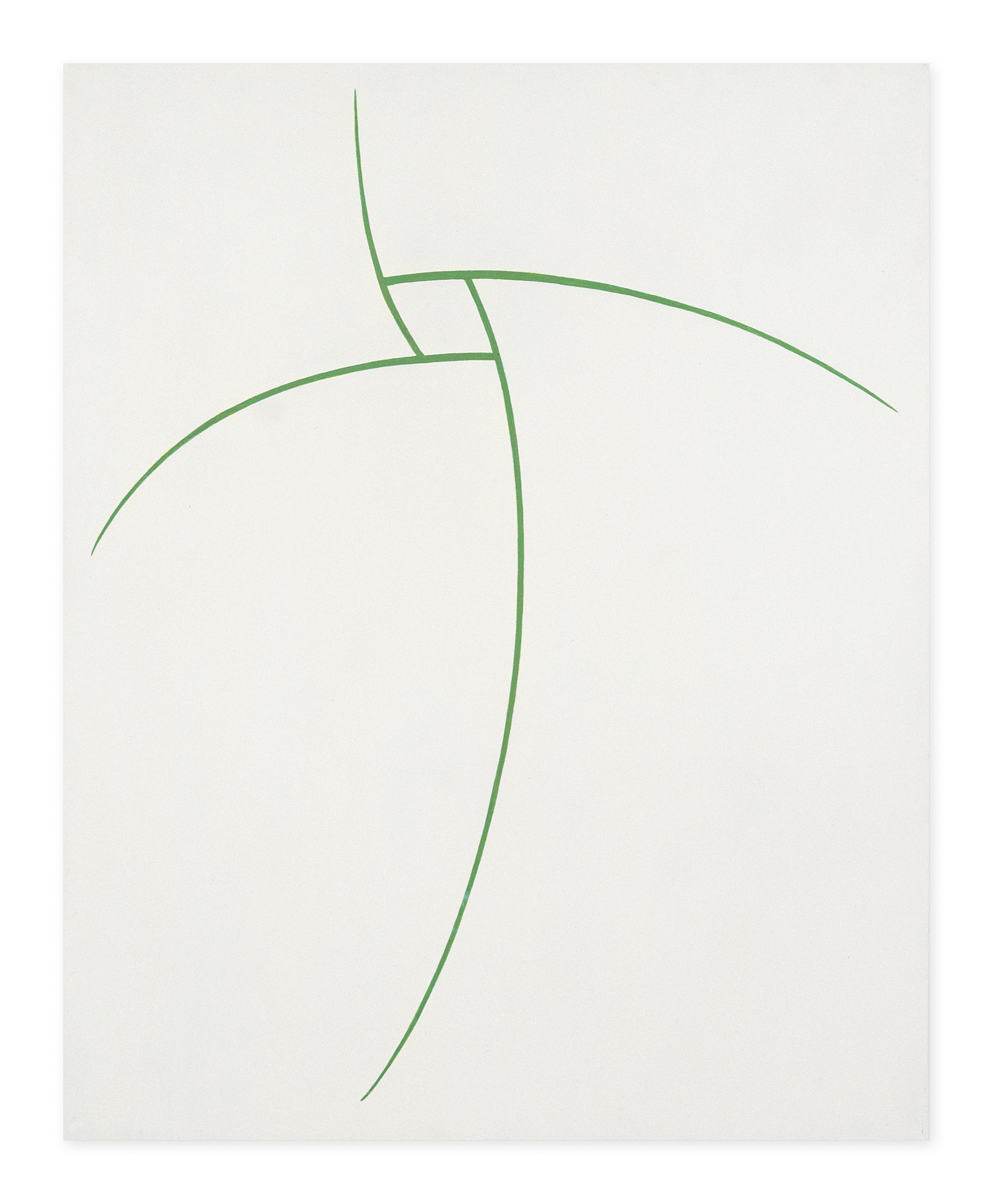
Etendue, courbes vertes (1938)

Georges Vantongerloo (* 24. November 1886 in Antwerpen; † 5. Oktober 1965 in Paris) war ein belgischer Maler, Bildhauer und Architekt. Er gilt als einer der wichtigsten Vertreter der abstrakten Malerei in Europa.

## Leben
Vantongerloo wandte sich 1917 der Gegenstandslosigkeit zu und war neben den holländischen Malern Piet Mondrian, Theo van Doesburg, Bart van der Leck und anderen Unterzeichner des ersten Manifestes und Mitbegründer der Künstlergruppe De Stijl.
Im Gegensatz zu Mondrian, der einen strengen Bildaufbau forderte und allein Rechtecke, das heißt Horizontale und Vertikale als zulässig erklärte, und van Doesburg, der auch Diagonalen in seine Kompositionen einbrachte, wich Vantongerloo schon bald von dieser strengen Konzeption ab und bezog andere geometrische Formen wie Kreise, Ovale und Bogenlinien ein. Darüber hinaus verwendete er außer den Primärfarben auch Mischfarben. Damit entfernte er sich von den puristischen De-Stijl-Künstlern und verließ die Gruppe schon 1921.

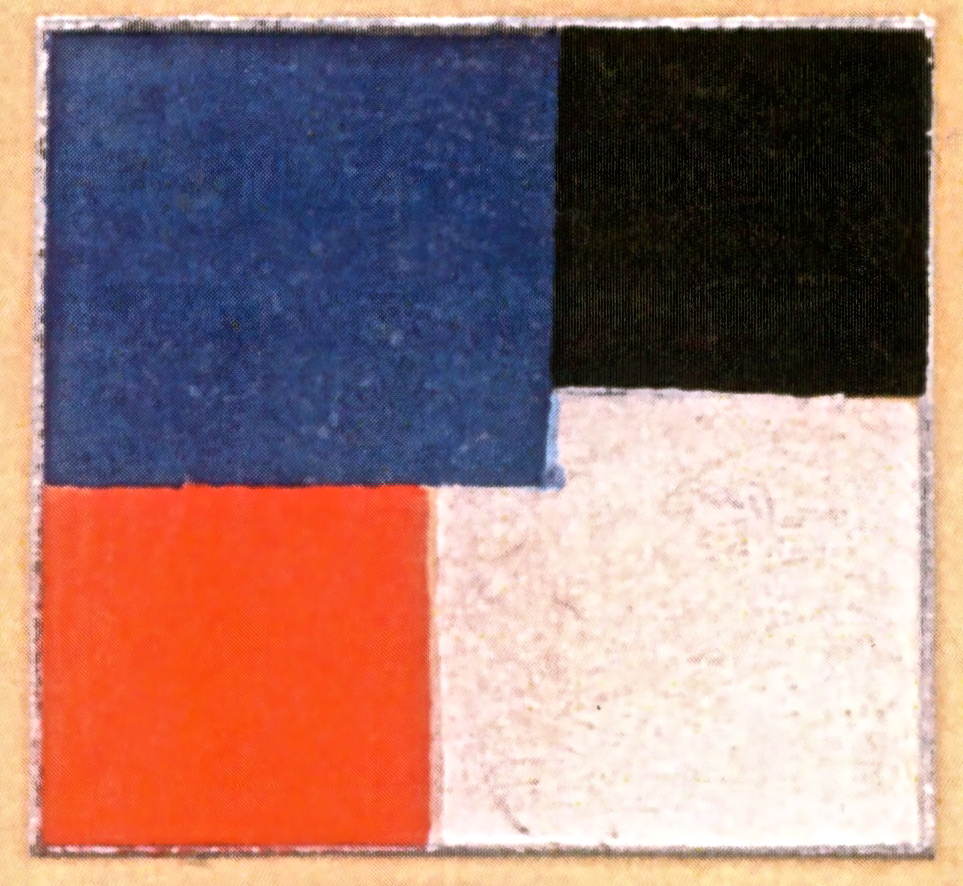
Cubist Shield of R-26 (1930)

Zeitweilig in Menton ansässig, ließ der Künstler sich 1928 in Paris nieder, wo er im Jahr 1931 zusammen mit Theo van Doesburg, Naum Gabo, Auguste Herbin und Antoine Pevsner Gründungsmitglied der Künstlerbewegung Abstraction-Création war.

## Werksauswahl
- 1930: Komposition im Quadrat mit Gelb-Grün-Blau-Indigoblau-Orange, Öl auf Leinwand, 50 × 50 cm, Schweiz, Stiftung Weinberg